# Trilateralna komisija
Trilateralna komisija je zasebna organizacija, ustanovljena julija 1973 na pobudo Davida Rockefellerja. Vključno z Zbigniewom Brzezinskijem in nekaterimi predstavniki inštitucije Brookings, Odbora za Zunanje Zadeve in Fundacije Ford Fundacije je pobudnik sklical shod, ki je takorekoč prerasel v globalno organizacijo.

## Zgodovina
Prvi izvršilni odbor je bil odrejen v Tokiu Oktobra, 1973. Maja 1975 pa prvi plenarni sestanek vseh pooblaščenih območnih skupin v Kjotu. Danes Komisijo sestavlja približno 300 - 350 zasebnikov iz Evrope, Azije in Oceanije ter Severne Amerike, njen namen je podpreti medsebojno sodelovanje na področju politike in gospodarstva v smeri globalizacije.
Članstvo je dodeljeno glede na proporcionalnost treh regijskih območij.
Severno Ameriko predstavlja 107 članov (15 Kanadčanov, 7 Mehičanov in 85 državljanov ZDA). Evropska skupnost je dosegla mejo s 150 člani, vključno z državljani Avstrije, Belgije, Cipra, Češko Slovaške, Danske,Estonije, Finske, Francije, Nemčije, Grčije, Madžarske, Irske, Italije, Nizozemske, Norveške, Poljske, Portugalske, Rusije, Slovenije, Španije, Švedske, Turčije in Združenega kraljestva.

## Članstvo
Sedanji trije predsedniki:
- Tom Foley: Severna Amerika (Demokratični poslanec, nekdanji govornik ZDA Hiše zastopnikov in ambasador Japonske;
- Peter Sutherland: Evropa (Irski poslovnež in nekdanji politik);
- Yotaro Kobayashi: Azija (predsednik angleško: Fuji Xerox company).

Nekaj preteklih in sedanjih članov:
- George H.W. Bush: Nekdanji predsednik ZDA;
- Jimmy Carter: Nekdanji predsednik ZDA;
- Dick Cheney: Sedanji pod-predsednik ZDA;
- Bill Clinton: Nekdanji predsednik ZDA;
- Henry Kissinger: ZDA Diplomat, Svetovalec Nacionalne Varnosti in Državni Sekretar v Nixonovi in Fordovi administraciji;
- Zbigniew Brzezinski: ZDA Svetovalec Nacionalne Varnosti Predsedniku Jimmy Carter-ju od leta 1977 do 1981;
- Paul Volcker: Predsednik Ameriške Zvezne rezerve od leta 1979 do 1987;
- Paul Wolfowitz: Predsednik Svetovne Banke, in nekdanji ZDA odposlanec Sekretarja za Obrambo ter pomemben član Neo-conservativne stranke v Washingtonu;
- Gerald M. Levin: Član Odbora za zunanje zadeve(angleško: Council on Foreign Relations),...

## Članki
- Finance:Voljč v Pragi, NLB prodajajo

- (Komisija sodi med najpomembnejše lobistične ustanove na svetu, predsednik uprave Nove Ljubljanske Banke Marko Voljč pa je edini slovenski predstavnik v njej.)

## Zunanji viri
v Angleščini:
- Trilateral Commission - Uradna stran Trilateralne Komisije
- AugustReview.com - Seznam članov v letu 2006